# جاك لو (لاعب كرة قدم)
جاك لو (بالإنجليزية: Jack Law)‏ هو لاعب كرة قدم أسترالي، ولد في 18 يوليو 1924، وتوفي في 26 يناير 2018.

## وصلات خارجية
- جاك لو على موقع AustralianFootball.com (الإنجليزية)
- جاك لو على موقع AFLtables.com (الإنجليزية)